# جیمی اسپینال
جیمی اسپینال (به انگلیسی: Jaime Espinal) زاده ۱۴ اکتبر ۱۹۸۴ است. او کشتی گیر کشور پورتوریکو است. از افتخارات وی می‌توان به کسب مدال نقره وزن ۸۴ در المپیک ۲۰۱۲ لندن اشاره کرد. در المپیک ۲۰۱۶ ریو در دور اول از سلیم یاشار کشتی گیر ترکیه شکست خورد و با توجه به حضور این کشتی گیر در دیدار نهایی او به مرحله شانس مجدد رفت. در دور اول مرحله شانس مجدد از رینیریس سالاس کشتی گیر کوبایی شکست خورد و از دور رقابت ها کنار رفت.